# NGC 324
NGC 324 (другие обозначения — ESO 295-25, MCG −7-3-2, AM 0054-411, PGC 3416) — линзообразная галактика в созвездии Феникс.
Этот объект входит в число перечисленных в оригинальной редакции «Нового общего каталога».
Галактика находится в плоской «стене» между войдами, находящимися в созвездиях Эридан и Скульптор. У NGC 324 есть видимый карликовый компаньон LEDA 199970, однако неизвестно, составляют ли они физическую пару взаимодействующих галактик.